# Robert Perry Beaver
Robert Perry Beaver (13 de desembre de 1938 - 11 de juliol de 2014) fou un polític amerindi muskogi i entrenador de futbol americà. Fou cap principal de la Nació Muscogee (Creek) de 1996 a 2003.
Nascut a Muskogee (Oklahoma), Beaver va estudiar a la Morris High School a Morris (Oklahoma), i després va anar al Murray State College, on va ser jugador júnior de futbol americà en 1958. Va rebre la seva llicenciatura en matemàtiques de la Central State College i el seu mestratge en ensenyament de la Northwestern State University. Va jugar breument amb els Green Bay Packers de la National Football League, després es va traslladar a entrenar en secundària. El 1977 es va convertir en el primer entrenador a Jenks High School a Jenks (Oklahoma), on va entrenar l'equip en els seus dos primers campionats de l'estat el 1979 i 1982, i es va retirar després de la temporada de 1990. El seu rècord va ser 109-53. Ha entrat a formar part de l'American Indian Athletic Hall of Fame i de l'Oklahoma Coaches Association Hall of Fame.
Beaver fou elegit membre del Consell Nacional Creek en 1984. En 1985 fou nomenat segon cap. Beaver va servir com a cap principal de la Nació Muscogee (Creek) de 1996 a 2003. Com a cap va supervisar l'expansió de l'habitatge i el desenvolupament dels serveis tribals. Va morir a la seva llar de Morris l'11 de juliol de 2014.